# Premier Division (1996/1997)
Premier Division (1996/1997) – był to 100. sezon szkockiej pierwszej klasy rozgrywkowej w piłce nożnej. Sezon rozpoczął się 10 sierpnia 1996, a zakończył się 10 maja 1997. Brało w niej udział 10 zespołów, które grały ze sobą systemem „każdy z każdym”. Tytuł mistrzowski obroniło Rangers, dla którego był to 47. tytuł mistrzowski w historii klubu. Tytuł króla strzelców zdobył Jorge Cadete, który strzelił 25 bramek.

## Zasady rozgrywek
W rozgrywkach brało udział 10 drużyn, walczących o tytuł mistrza Szkocji w piłce nożnej. Każda z drużyn rozegrała po 4 mecze ze wszystkimi przeciwnikami (razem 36 spotkań).

## Drużyny
| Uczestnicy poprzedniej edycji                                                                                 | Uczestnicy poprzedniej edycji | Uczestnicy poprzedniej edycji | Uczestnicy poprzedniej edycji |
| --- | ----------------------------- | ----------------------------- | ----------------------------- |
| RAN | Rangers                       | 1                             |                               |
| CEL | Celtic                        | 2                             |                               |
| ABR | Aberdeen                      | 3                             |                               |
| HRT | Heart of Midlothian           | 4                             |                               |
| HIB | Hibernian                     | 5                             |                               |
| RAI | Raith Rovers                  | 6                             |                               |
| KIL | Kilmarnock                    | 7                             |                               |
| MTH | Motherwell                    | 8                             |                               |
| Awans z Scottish First Division 1995/1996                                                                     |                               |                               |                               |
| DNF | Dunfermline Athletic          | 1                             |                               |
| Zwycięzca baraży o Premier Division                                                                           |                               |                               |                               |
| DNU | Dundee United                 | 2                             |                               |
| Oznaczenia: - kolumna pierwsza – skróty nazw drużyn, - kolumna trzecia – miejsce zajęte w poprzednim sezonie. |                               |                               |                               |

## Stadiony
| Miasto      | Stadion             | Klub                 | Pojemność |
| ----------- | ------------------- | -------------------- | --------- |
| Aberdeen    | Pittodrie Stadium   | Aberdeen             | 20 866    |
| Dundee      | Tannadice Park      | Dundee United        | 14 223    |
| Dunfermline | East End Park       | Dunfermline Athletic | 11 480    |
| Edynburg    | Tynecastle Stadium  | Heart of Midlothian  | 20 099    |
| Edynburg    | Easter Road Stadium | Hibernian            | 17 536    |
| Glasgow     | Celtic Park         | Celtic               | 80 000    |
| Glasgow     | Ibrox Stadium       | Rangers              | 80 000    |
| Kilmarnock  | Rugby Park          | Kilmarnock           | 17 889    |
| Kirkcaldy   | Stark's Park        | Raith Rovers         | 9 000     |
| Motherwell  | Fir Park            | Motherwell           | 13 742    |

## Tabela końcowa
| Lp. | Drużyna              | M  | Z  | R  | P  | Bramki | Bramki | Różn. | Pkt | Uwagi                          |
| --- | -------------------- | -- | -- | -- | -- | ------ | ------ | ----- | --- | ------------------------------ |
| 1   | Rangers (M)          | 36 | 25 | 5  | 6  | 85     | 33     | +52   | 80  | Liga Mistrzów UEFA • 1Q        |
| 2   | Celtic               | 36 | 23 | 6  | 7  | 78     | 32     | +46   | 75  | Puchar UEFA • 1Q               |
| 3   | Dundee United        | 36 | 17 | 9  | 10 | 46     | 33     | +13   | 60  | Puchar UEFA • 1Q               |
| 4   | Heart of Midlothian  | 36 | 14 | 10 | 12 | 46     | 43     | +3    | 52  |                                |
| 5   | Dunfermline Athletic | 36 | 12 | 9  | 15 | 52     | 65     | −13   | 45  |                                |
| 6   | Aberdeen             | 36 | 10 | 14 | 12 | 45     | 54     | −9    | 44  |                                |
| 7   | Kilmarnock (P)       | 36 | 11 | 6  | 19 | 41     | 61     | −20   | 39  | Puchar Zdobywców Pucharów • 1R |
| 8   | Motherwell           | 36 | 9  | 11 | 16 | 44     | 55     | −11   | 38  |                                |
| 9   | Hibernian (B)        | 36 | 9  | 11 | 16 | 38     | 55     | −17   | 38  | Baraże o utrzymanie            |
| 10  | Raith Rovers (S)     | 36 | 6  | 7  | 23 | 29     | 73     | −44   | 25  | Spadek do First Division       |

## Wyniki spotkań

### Mecze 1–18
| Gospodarz \ Gość     | ABR | CEL | DNU | DNF | HRT | HIB | KIL | MTH | RAI | RAN |
| Aberdeen             |     | 2:2 | 3:3 | 3:0 | 4:0 | 0:2 | 3:0 | 0:0 | 1:0 | 0:3 |
| Celtic               | 1:0 |     | 1:0 | 5:1 | 2:2 | 5:0 | 6:0 | 1:0 | 4:1 | 0:1 |
| Dundee United        | 1:0 | 1:2 |     | 1:1 | 1:0 | 0:1 | 0:0 | 1:1 | 1:2 | 1:0 |
| Dunfermline Athletic | 2:3 | 0:2 | 1:1 |     | 2:1 | 2:1 | 2:1 | 1:1 | 3:1 | 2:5 |
| Heart of Midlothian  | 1:2 | 2:2 | 1:0 | 2:0 |     | 0:0 | 3:2 | 1:1 | 0:0 | 1:4 |
| Hibernian            | 0:1 | 0:4 | 1:1 | 0:0 | 1:3 |     | 1:2 | 2:0 | 1:0 | 2:1 |
| Kilmarnock           | 3:0 | 1:3 | 0:2 | 2:2 | 2:0 | 4:2 |     | 2:4 | 2:1 | 1:4 |
| Motherwell           | 2:2 | 2:1 | 1:3 | 2:3 | 0:2 | 1:1 | 1:0 |     | 0:1 | 0:1 |
| Raith Rovers         | 1:4 | 1:2 | 2:3 | 1:2 | 1:1 | 0:3 | 1:0 | 0:3 |     | 2:2 |
| Rangers              | 2:2 | 2:0 | 1:0 | 3:1 | 3:0 | 4:3 | 4:2 | 5:0 | 1:0 |     |

Źródło: SPFL.co.uk
Objaśnienia:
1Drużyna gospodarzy jest wymieniona po lewej stronie tabeli.
Kolory: zielony – zwycięstwo gospodarzy, żółty – remis, różowy – zwycięstwo gości.

### Mecze 19–36
| Gospodarz \ Gość     | ABR | CEL | DNU | DNF | HRT | HIB | KIL | MTH | RAI | RAN |
| Aberdeen             |     | 1:2 | 1:1 | 0:2 | 0:0 | 1:1 | 2:1 | 0:0 | 2:0 | 2:2 |
| Celtic               | 3:0 |     | 3:0 | 4:2 | 2:0 | 4:1 | 0:0 | 5:0 | 2:0 | 0:1 |
| Dundee United        | 4:0 | 1:0 |     | 2:1 | 1:0 | 0:0 | 2:0 | 2:2 | 2:1 | 0:1 |
| Dunfermline Athletic | 3:0 | 1:1 | 2:3 |     | 2:3 | 1:1 | 3:1 | 3:1 | 2:0 | 0:3 |
| Heart of Midlothian  | 0:0 | 1:2 | 1:2 | 1:1 |     | 1:0 | 2:0 | 4:1 | 3:2 | 3:1 |
| Hibernian            | 3:1 | 1:3 | 2:0 | 1:0 | 0:4 |     | 0:1 | 1:1 | 1:1 | 1:2 |
| Kilmarnock           | 1:1 | 2:0 | 2:3 | 2:1 | 1:0 | 1:1 |     | 1:0 | 0:1 | 1:1 |
| Motherwell           | 2:2 | 0:1 | 1:1 | 2:2 | 0:1 | 2:1 | 2:0 |     | 5:0 | 1:3 |
| Raith Rovers         | 2:2 | 1:1 | 0:1 | 0:1 | 1:2 | 1:1 | 2:1 | 1:5 |     | 0:6 |
| Rangers              | 4:0 | 3:1 | 0:2 | 4:0 | 0:0 | 3:1 | 1:2 | 0:2 | 4:0 |     |

Źródło: SPFL.co.uk
Objaśnienia:
1Drużyna gospodarzy jest wymieniona po lewej stronie tabeli.
Kolory: zielony – zwycięstwo gospodarzy, żółty – remis, różowy – zwycięstwo gości.

## Baraże
Hibernian, 9. drużyna Premier Division oraz Airdrieonians, 2. zespół Scottish First Division, spotkały się w dwumeczu o miejsce w kolejnym sezonie Premier Division. Hibernian zwyciężyło w dwumeczu 5:2, dzięki czemu pozostało w szkockiej ekstraklasie.
| 17 maja 1997 | Hibernian | 1–0 | Airdrieonians | Easter Road Stadium, Edynburg |
|              |           |     |               |                               |

| 22 maja 1997 | Airdrieonians | 2–4 | Hibernian | Excelsior Stadium, Airdrie |
|              |               |     |           |                            |

## Tabela strzelców
| Zawodnik             | Gole | Drużyna              |
| -------------------- | ---- | -------------------- |
| Jorge Cadete         | 25   | Celtic F.C.          |
| Brian Laudrup        | 16   | Rangers              |
| Paul Wright          | 15   | Kilmarnock           |
| Billy Dodds          | 14   | Aberdeen             |
| John Robertson       | 14   | Hearts               |
| Pierre van Hooijdonk | 14   | Celtic               |
| Gerry Britton        | 13   | Dunfermline Athletic |
| Paul Gascoigne       | 13   | Rangers              |
| Paolo Di Canio       | 12   | Celtic               |
| Kjell Olofsson       | 12   | Dundee United        |
| Tommy Coyne          | 11   | Motherwell           |
| Darren Jackson       | 11   | Hibernian            |
| Jorg Albertz         | 10   | Rangers              |
| Ally McCoist         | 10   | Rangers              |
| Andy Smith           | 10   | Dunfermline Athletic |
| Dean Windass         | 10   | Aberdeen             |